# Baszkföld zászlaja

Baszkföld zászlaja

Baszkföld zászlaján (baszkul Ikurrina) a fehér kereszt a katolikus hit szimbóluma, a zöld andráskereszt a guernicai szent tölgyet jelképezi, a vörös mező pedig a függetlenségi küzdelem során kiontott vért. A téglalap oldalainak aránya 14:25.
A zászló 1936 és 1977 között illegális volt. Nyilvános kitűzésének tilalma 1976. szeptember 21-én ért véget, 1977. január 19-én pedig érvényessé tették a zászlót.

## Lásd még
- Őslakos népek zászlóinak képtára